# 普賴瑟斯角 (特拉華州)
普賴瑟斯角（英語：Prices Corner）是位於美國特拉華州紐卡斯爾縣的一個非建制地區。該地的面積和人口皆未知。

## 地理
普賴瑟斯角的座標為39°44′13″N 75°37′20″W / 39.73694°N 75.62222°W，而該地的平均海拔高度為35米（即115英尺）。